# Cryptocarya turbinata
Cryptocarya turbinata là loài thực vật có hoa trong họ Nguyệt quế. Loài này được Gillespie miêu tả khoa học đầu tiên năm 1931.